# 芦田宿

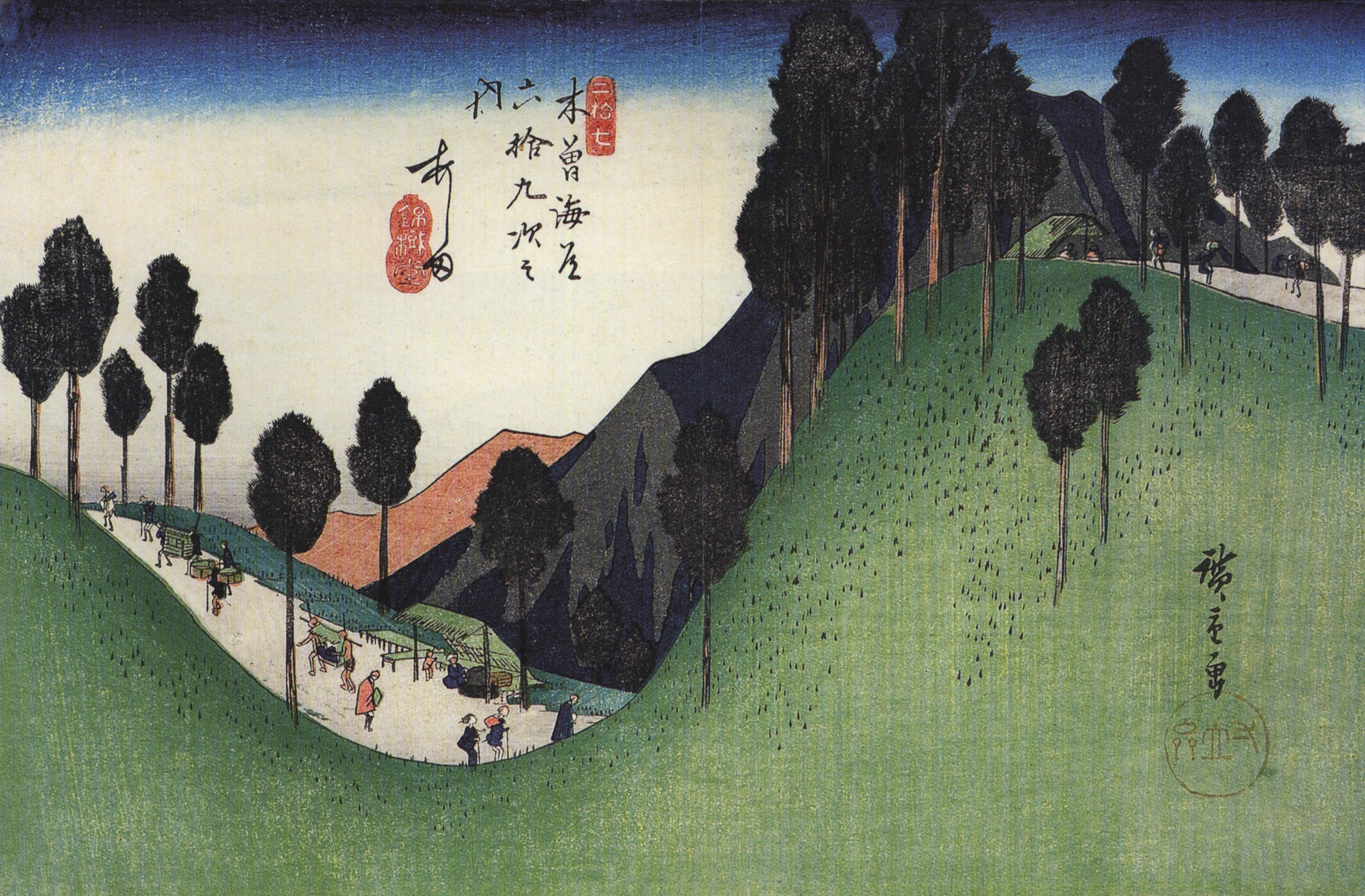
歌川広重「木曽海道六十九次・芦田」

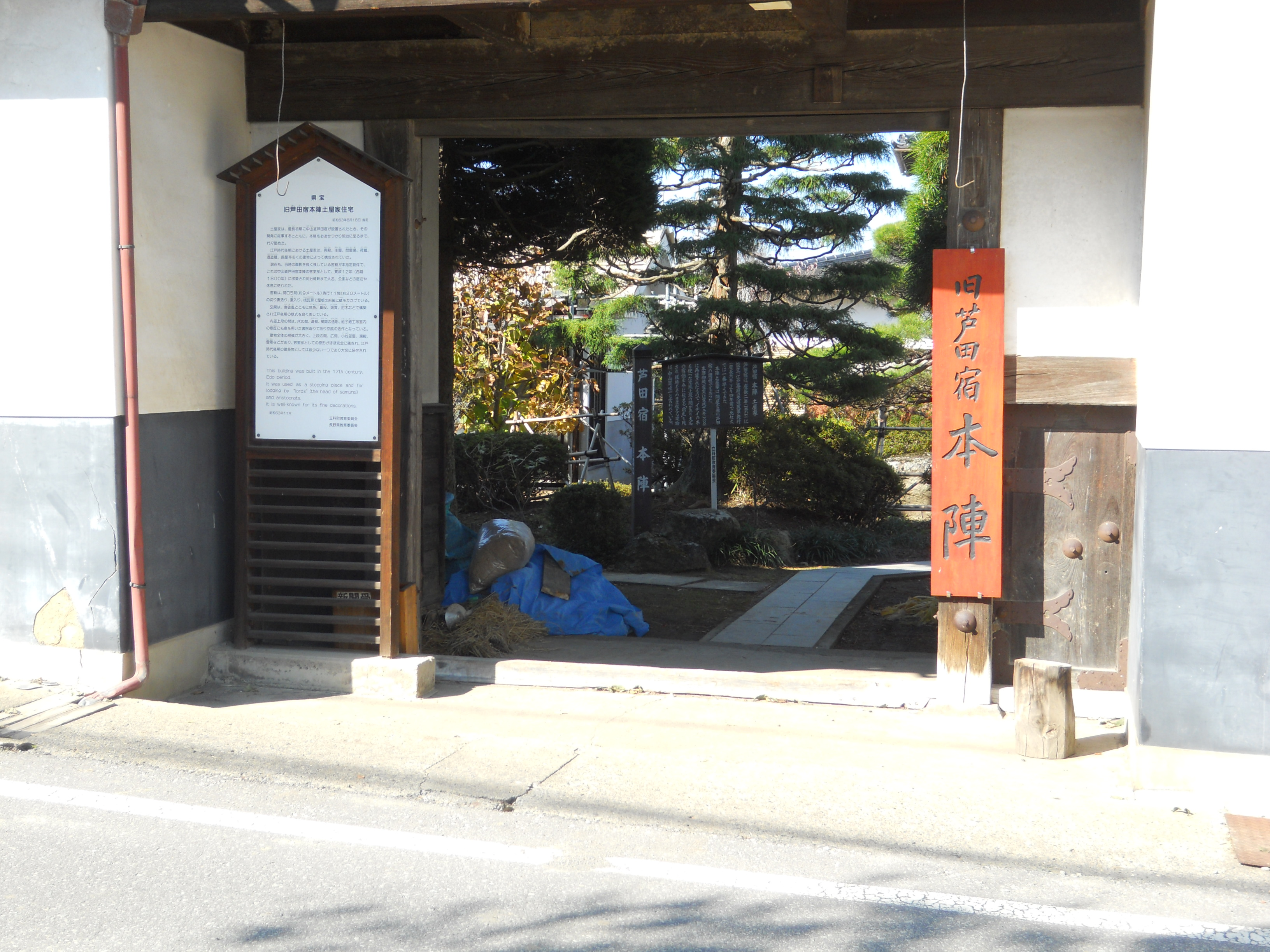
旧芦田宿本陣

芦田宿（あしだしゅく）は、中山道六十九次のうち江戸から数えて二十六番目の宿場。現在の長野県北佐久郡立科町芦田にあたる。難所であった笠取峠の東の入口にある。生糸の産地でもあった。

## 特徴
天保14年（1843年）の『中山道宿村大概帳』によれば、芦田宿の宿内家数は80軒、うち本陣1軒、脇本陣2軒、旅籠6軒で宿内人口は326人であった。

## 旧跡

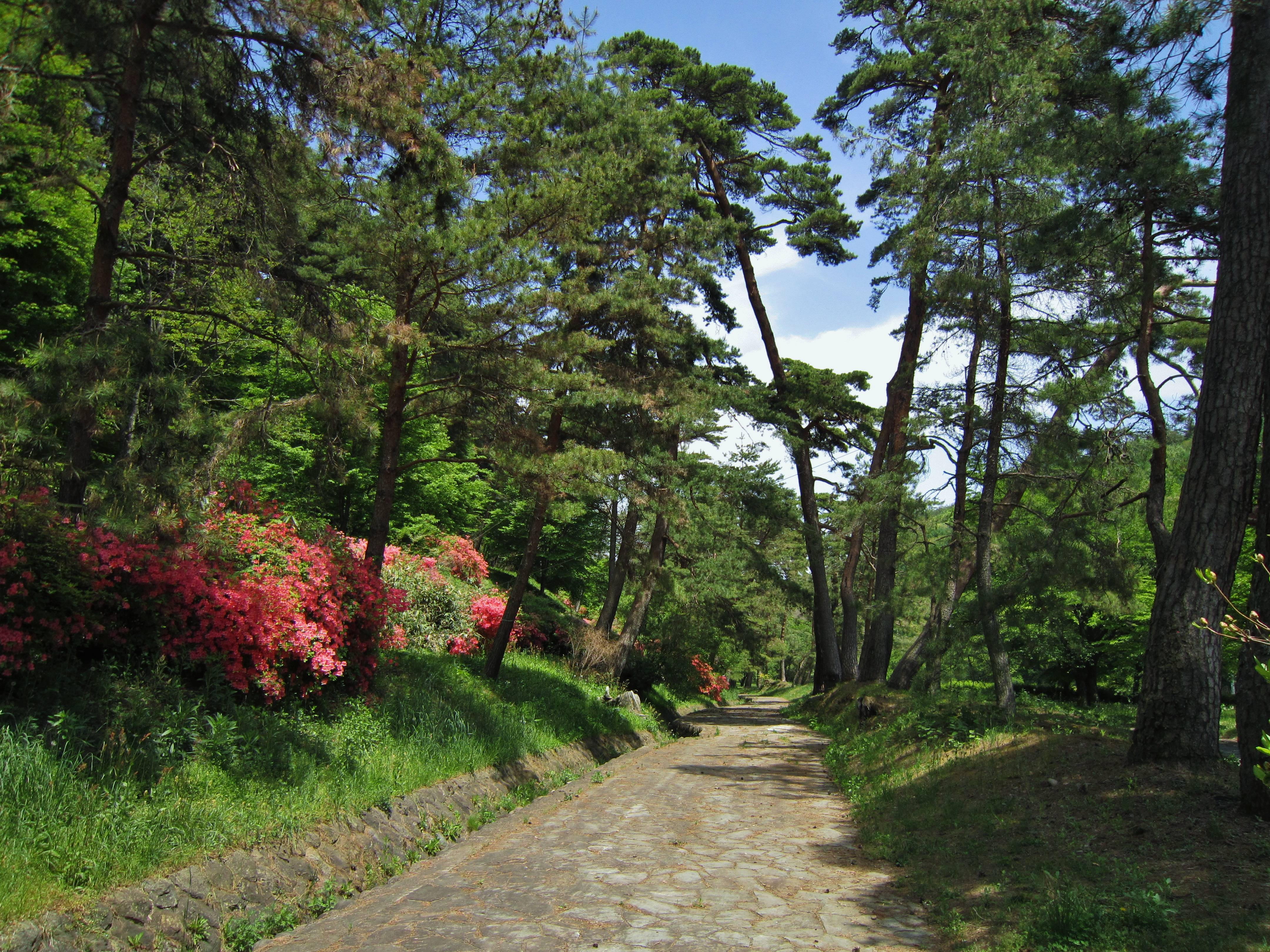
笠取峠のマツ並木

- 旧芦田宿本陣土屋家住宅 - 長野県宝（長野県指定有形文化財）[1]
- 笠取峠のマツ並木 - 長野県指定天然記念物[2]

## アクセス
- 岩村田駅もしくは佐久平駅から千曲バス中仙道線
- 大屋駅から東信観光バス中仙道線

## 隣の宿
中山道
望月宿 - 芦田宿 - 長久保宿
望月宿との間に、間の宿として茂田井宿があった。